# Burny Mattinson
Burnett "Burny" Mattinson (13 de mayo de 1935-27 de febrero de 2023) fue un animador, guionista, productor y director estadounidense que trabajaba para Walt Disney Animation Studios. Fue premiado como Leyendas Disney en 2008.

## Biografía

### Primeros años de vida
Mattinson nació en San Francisco en 1935. Su padre, Bernie Mattinson, era un baterista de jazz que estaba de gira con la big band de Horace Heidt. Su madre, Hannah Estevez, había residido en San José, California y trabajaba en un teatro allí, donde conoció al baterista. Ambos padres eran de ascendencia británica. Antes de que cumpliera seis años, su madre lo llevó a ver Pinocho (1940) en el Teatro Orpheum de San Francisco. Mattinson se enamoró de la animación y comenzó a practicar el dibujo de personajes de Disney durante sus años escolares. En 1945, la familia se mudó a Los Ángeles una vez que la banda de su padre terminó.
Después de graduarse de la escuela secundaria, su madre le había preguntado qué quería hacer profesionalmente. Mattinson respondió: "Tal vez pruebe con Disney. Iré allí y buscaré un trabajo". Su madre lo dejó en la puerta del estudio, donde Mattinson le entregó su carpeta a un guardia de seguridad. Impresionado, el guardia llamó inmediatamente a Ken Seiling, el jefe de personal. En ese momento, no había puestos de trabajo disponibles en el departamento de animación del estudio, pero Mattinson fue aceptado en un trabajo en el departamento de tráfico.

### Carrera
Allí, Mattinson fue asesorado por Johnny Bond, un tweening. Después de un período de seis meses en el departamento de tráfico, Mattinson comenzó a trabajar como tweening en La dama y el vagabundo (1955). Después de su lanzamiento, la mayoría de los animadores de personajes fueron despedidos, pero se unió a Johnny Walker para trabajar como ayudante de animadores de Marc Davis, en los años 50, en La bella durmiente (1959). Walker luego se fue y Mattinson fue ascendido al puesto. Allí, trabajó en el personaje de Maléfica. Reflexionando sobre la experiencia, Mattinson declaró: "Deliberadamente la mantuvimos controlada y callada y dejamos que su diálogo actuara por nosotros. La razón de esto fue que queríamos usar esos momentos en los que explotó como acentos que asustarían a la audiencia. La mantuvimos dulce, amable y controlada y luego la dejamos explotar a propósito".
Para 101 dálmatas (1961), Mattinson proporcionó una animación intermedia; también dibujó ilustraciones para la adaptación de Little Golden Books para la película. Después de otro despido, Mattinson, bajo la dirección de Andy Engman, fue reasignado para trabajar como asistente de Eric Larson en los años 60, y su debut como animador fue en el clásico de 1973 Robin Hood. Bajo la unidad de Larson, animó a Ludwig von Drake para la serie de televisión The Wonderful World of Color. A esto pronto le siguieron La espada y la piedra (1963), Mary Poppins (1964), El libro de la selva (1967) y Los aristogatos (1970).
Desde 1977 trabajó como guionista en la película The Rescuers, por lo tanto se dedicó a trabajar ese oficio en las películas de la etapa oscura y sobre todo el Renacimiento de Disney. Por un corto tiempo, fue productor y director de Mickey's Christmas Carol y The Great Mouse Detective en los años 80.

## Vida personal
Mattinson se casó con Sylvia Fry, quien también trabajó como animadora en La bella durmiente (1959). Tuvieron tres hijos y cuatro nietos. Mattinson falleció después de una breve enfermedad, a los 87 años, en Canoga Park, California.

## Filmografía
- La dama y el vagabundo - Artista intercalador
- La bella durmiente - Asistente de animación
- 101 dálmatas - Asistente de animación
- The Sword in the Stone - Asistente de animación
- Mary Poppins - Asistente de animación
- El libro de la selva - Asistente de animación/Guion
- Los Aristogatos - Asistente de animación
- Robin Hood - Animación de personajes
- Winnie Pooh ¡Y Tigger también! - Animación de personajes
- The Many Adventures of Winnie the Pooh - Animación de personajes
- The Rescuers - Guion/Titulos
- The Fox and the Hound - Guion
- La Navidad de Mickey - Director/Productor/Guion
- The Black Cauldron - Guion
- The Great Mouse Detective - Director/Productor/Guion
- La bella y la bestia - Guion
- Aladdín - Guion
- El rey león - Guion
- Pocahontas - Guion
- El jorobado de Notre Dame - Guion
- Mulan - Guion
- Tarzán - Guion
- Winnie the Pooh - Guion
- Big Hero 6 - Guion
- Zootopia - Guion

## Premios y distinciones
Premios Óscar
| Año  | Categoría                  | Película                 | Resultado |
| ---- | -------------------------- | ------------------------ | --------- |
| 1984 | Mejor cortometraje animado | Mickey's christmas carol | Nominado  |